# Kirkcolm
Kirkcolm är en by i Dumfries and Galloway, Skottland. Byn är belägen 10 km 
från Stranraer. Orten har 346 invånare (1981).